# Alexandre Renard
Pour les articles homonymes, voir Renard (homonymie).
Alexandre Renard, né le 7 juin 1906 à Avelin (Nord) et mort le 8 octobre 1983 dans le 7e arrondissement de Paris, est un cardinal français, évêque de Versailles de 1953 à 1967 et archevêque de Lyon de 1967 à 1981.

## Biographie

### Prêtre
Alexandre Renard entre au grand séminaire de Lille en 1924 et est ordonné prêtre le 12 juillet 1931 pour ce diocèse par le cardinal Liénart. Le début de son ministère est consacré à l'enseignement puisqu'il est d'abord nommé au petit séminaire d'Haubourdin en 1936 puis devient professeur à l'Institut catholique de Lille en 1938. Là, il donne des cours sur la doctrine sociale de l'Église, la morale sociologique et la psychologie pédagogique. Il est aussi proche des jeunes puisqu'il devient aumônier de la Jeunesse étudiante chrétienne féminine. L'abbé Renard obtient un doctorat ès lettres en 1941, avec deux thèses intitulées « La pédagogie et la philosophie de l'École nouvelle, d'après l'œuvre d'Adolphe Ferrière » et « Les querelles sur les possibilités de la philosophie chrétienne ».

### Évêque
Nommé évêque de Versailles le 19 août 1953, il est consacré le 19 octobre suivant par le cardinal Liénart et prend pour devise « Ex fide in fidem ». Son épiscopat est marqué par la restructuration du diocèse par la création des diocèses de la Petite-Couronne, qui entraîne une réorganisation pastorale. Mais il travaille surtout à la réception du concile Vatican II, auquel il a participé. Alexandre Renard a en effet été membre de la Commission pour la discipline des sacrements et a été un des rédacteurs du décret Presbyterorum Ordinis. Il rédige, pour ce faire, plusieurs ouvrages à vocation pastorale, comme Prêtres diocésains aujourd'hui (1963) ou Les religieuses dans le renouveau de l'Église (1964).

### Cardinal
Fort de cette expérience, le pape Paul VI le nomme archevêque de Lyon le 28 mai 1967. Immédiatement après, il est créé cardinal au consistoire du 26 juin 1967, avec le titre de cardinal-prêtre de San Francesco di Paola ai Monti, qu'il conserve jusqu'au 24 mai 1976, où il prend le titre de cardinal-prêtre de la Trinité-des-Monts, qui revient traditionnellement aux archevêques de Lyon.
Le début de son épiscopat voit aboutir en 1970 le projet de création du diocèse de Saint-Etienne par scission du diocèse de Lyon.
Le 6 janvier 1972, il signe un texte commun contre le racisme avec Bel Hadj El Maafi, imam de Lyon et résistant, le pasteur Yves Dargigue, président de l'Église réformée de Lyon et Jean Kling, grand rabbin de Lyon, où il déclare :
Tous les hommes, créés à l'image de Dieu, sont frères et doivent être respectés dans leur différence. Tout croyant doit s'interroger sur la portée réelle, concrète, immédiate de cet enseignement et avoir pleine conscience de sa responsabilité devant Dieu et devant le monde.
Malgré son parcours, le cardinal est très vite mis en difficulté dans son nouveau diocèse, où on le juge trop attaché à la doctrine, et ne parvient pas réellement à apaiser les choses jusqu'à son départ. Il est confronté aux conséquences provoquées par les mouvements de 1968, qui le bousculent. Son diocèse est divisé et il est impuissant à restaurer l'unité. En septembre 1968, il est contesté sur sa gauche par 200 prêtres de son presbyterium au Forum des prêtres, dont finalement un certain nombre quitte la prêtrise dans les années qui suivent.
Le 27 décembre 1976, après la mort de treize enfants handicapés et leur monitrice quelques jours plus tôt, qui se noient à Lyon, il intervient lors de l'office multiconfessionnel pour prononcer quelques mots en leur mémoire, aux côtés de Francisque Collomb, maire de Lyon, Richard Wertenschlag, Bel Hadj El Maafi, et Pierre Doueil, préfet du Rhône.
Il continue cependant à écrire et à publier, et certains points de son action sont à souligner : il développe le dialogue interreligieux à Lyon, avec le judaïsme, l'islam et les autres confessions chrétiennes. Par exemple, il est le premier archevêque de Lyon à entrer dans la Grande synagogue de Lyon. C'est sous son épiscopat qu'est fondé le Chemin Neuf, à vocation œcuménique, à Lyon en 1973, signe que le cardinal soutient le Renouveau charismatique.
Ayant la limite d'âge de 75 ans, il remet sa démission au pape le 29 octobre 1981, laissant l'image d'un évêque isolé, alors que l'Église de France est en pleine tourmente. Il meurt le 8 octobre 1983 et est inhumé dans le caveau des archevêques de la cathédrale Saint-Jean de Lyon.

### Sociétés savantes
Il est élu membre de l'académie des sciences, belles-lettres et arts de Lyon en 1974.

## Succession apostolique
Alexandre Renard a ordonné les évêques suivants :
- Évêque Roger Jean Fernand Michon (1955)
- Archevêque Jacques-Eugène-Louis Ménager (1955)
- Évêque Élie Eugène François Vandewalle (1958)
- Évêque Henri Marie Charles Gufflet (1960)
- Évêque Albert-Georges-Yves Malbois (1961)
- Évêque André Rousset (1963)
- Évêque Pierre Bertrand Chagué (1969)
- Évêque Louis Antoine Marie Boffet (1970)
- Évêque Michel Louis Marie Joseph Mondésert (1971)
- Évêque Joseph Jean Marie Rozier (1971)
- Évêque Paul Émile Joseph Bertrand (1975)
- Évêque Maurice Paul Delorme, Ist. del Prado (1975)